# Tom Bruce
Thomas Edwin "Tom" Bruce, född den 17 april 1952 i Red Bluff i Kalifornien, död den 9 april 2020, var en amerikansk simmare.
Bruce blev olympisk guldmedaljör på 4 x 100 meter medley vid sommarspelen 1972 i München.